# Rosa arabica
Шиповник арабский (лат. Rosa arabica) — вид растений семейства Розовые, эндемик Египта И Джордан. Известны 10 субпопуляций на юге Синайского полуострова, все в районе горы Катерин. Вид малоизучен.

## Сохранение
Шиповник арабский — малоизученный вид, встречающийся исключительно на юге Синайского полуострова. Растение известно по 10 субпопуляциям, расположенным в районе горы Катерин.
Вид произрастает в засушливых условиях, характерных для горной местности. Он является эндемиком, что ограничивает его распространение исключительно территорией Египта.
Шиповник арабский считается редким растением. Из-за ограниченного ареала и отсутствия подробных исследований его популяции, вид требует дальнейшего изучения и, возможно, мер охраны.
Растению грозит исчезновение, что нашло своё отражение во включении вида в список 100 наиболее угрожаемых. Считается, что сохранению этой розы угрожают выпас домашних животных, изменение климата, её сбор в разных целях и ограниченный ареал.